# Linnea Berthelsen
Linnea Berthelsen (Copenhague, 13 de julho de 1993) é uma atriz dinamarquesa de ascendência indiana, conhecida por interpretar Eight na série Stranger Things.